# Branschorganisationen för teknikinformation
Branschorganisationen för teknikinformation (BOTI) är en svensk branschorganisation som har som grundläggande idé att god teknikinformation är bra för svensk industri. BOTI anser att välskriven och informativ teknikinformation effektiviserar användningen av företagens produkter och att produkternas konkurrenskraft därmed ökas.